# Linnormegget
Linnormegget är en kulle i Antarktis. Den ligger i Östantarktis. Norge gör anspråk på området. Toppen på Linnormegget är 2 635 meter över havet, eller 260 meter över den omgivande terrängen. Bredden vid basen är 3,5 km.
Terrängen runt Linnormegget är platt åt sydost, men åt nordväst är den kuperad. Trakten är obefolkad. Det finns inga samhällen i närheten. 